# Паранский суруйский язык
Паранский суруйский язык (Aikewara, Akewara, Akewere, «Mudjétira», «Mudjetíre», «Mudjetíre-Suruí», Sororos, Suruí, Suruí do Pará) — язык тупи, на котором говорит народ паранский суруи, который проживает в муниципалитете Сан-Жуан-ду-Арагуая региона Арагуая, в 110 км от города Мараба, штата Пара в Бразилии.
Некоторыми лингвистами, такими как, например, Арьон Даль’Инья-Родригес, паранский суруйский рассматривается как диалект языка аквава. Другие диалекты аквава — это параканан и токатинский асурини. Отличается от жипаранского суруйского диалекта. Является членом подгруппы аквава.